# Lancer du javelot féminin aux Jeux olympiques d'été de 1948
Navigation
Berlin 1936 Helsinki 1952
L'épreuve du lancer du javelot féminin aux Jeux olympiques d'été de 1948 s'est déroulée le 31 juillet 1948 au Stade de Wembley à Londres, au Royaume-Uni. Elle est remportée par l'Autrichienne Herma Bauma, qui est encore, en 2020, la seule championne olympique en athlétisme pour l'Autriche.

## Résultats
| Rang               | Athlète                 | Pays                           | Marque  | Note |
| ------------------ | ----------------------- | ------------------------------ | ------- | ---- |
| Médaille d'or      | Herma Bauma             | Autriche                       | 45,57 m | OR   |
| Médaille d'argent  | Kaisa Parviainen        | Finlande                       | 43,79 m |      |
| Médaille de bronze | Lily Carlstedt          | Danemark                       | 42,08 m |      |
| 4                  | Dorothy Dodson          | États-Unis                     | 41,96 m |      |
| 5                  | Jo Teunissen-Waalboer   | Pays-Bas                       | 40,92 m |      |
| 6                  | Ans Koning              | Pays-Bas                       | 40,33 m |      |
| 7                  | Dana Zátopková          | Tchécoslovaquie                | 39,94 m |      |
| 8                  | Elly Dammers            | Pays-Bas                       | 38,23 m |      |
| 9                  | Gerda Schilling-Staniek | Autriche                       | 38,01 m |      |
| 10                 | Ingrid Almqvist         | Suède                          | 37,26 m |      |
| 11                 | Melania Sinoracka       | Pologne                        | 35,74 m |      |
| 12                 | Theresa Manuel          | États-Unis                     | 33,82 m |      |
| 13                 | Nicole Saeys            | Belgique                       | 31,77 m |      |
| 14                 | Kay Long                | Grande-Bretagne                | 30,29 m |      |
| 15                 | Gladys Clarke           | Modèle:Grande-Bretagne en spot | 29,59 m |      |